# Saint-Pancré
Saint-Pancré is een gemeente in het Franse departement Meurthe-et-Moselle (regio Grand Est) en telt 283 inwoners (1999).
De gemeente maakt deel uit van het arrondissement Briey en sinds 22 maart 2015 van het kanton Mont-Saint-Martin. Daarvoor hoorde het bij het kanton Longuyon, dat op die dag opgeheven werd.

## Geografie
De oppervlakte van Saint-Pancré bedraagt 6,1 km², de bevolkingsdichtheid is 46,4 inwoners per km².
In de gemeente ligt ook de plaats Buré-la-Ville.
De onderstaande kaart toont de ligging van Saint-Pancré met de belangrijkste infrastructuur en aangrenzende gemeenten.

## Demografie
Onderstaande figuur toont het verloop van het inwonertal (bron: INSEE-tellingen).